# Ctenomys validus
Ctenomys validus är en däggdjursart som beskrevs av Contreras, Roig och Suzarte 1977. Ctenomys validus ingår i släktet Ctenomys och familjen kamråttor. IUCN kategoriserar arten globalt som otillräckligt studerad. Inga underarter finns listade i Catalogue of Life.
Arten är bara känd från en mindre region i Anderna i västra Argentina. Det är omstritt om populationen i framtiden ska godkännas som art. Inget är känt om levnadssättet.